# Ixia maculata
Ixia maculata  es una especie de planta fanerógama perteneciente a la familia de las iridáceas. Es originaria de Sudáfrica, pero se cultiva ampliamente como planta ornamental. También se puede encontrar el crecer salvaje como una especie introducida en varias áreas, incluyendo el oeste de Australia.

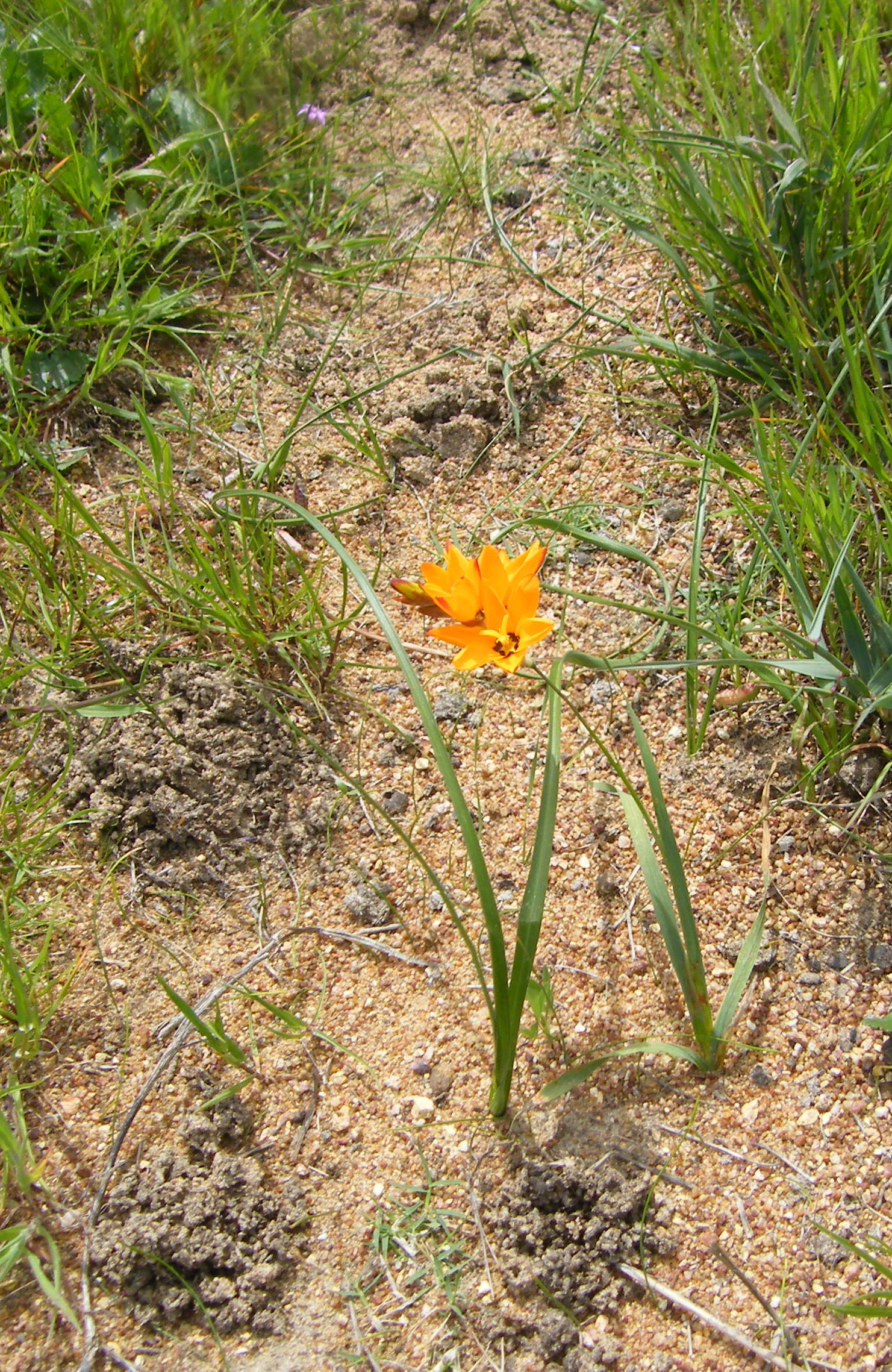
Vista de la planta

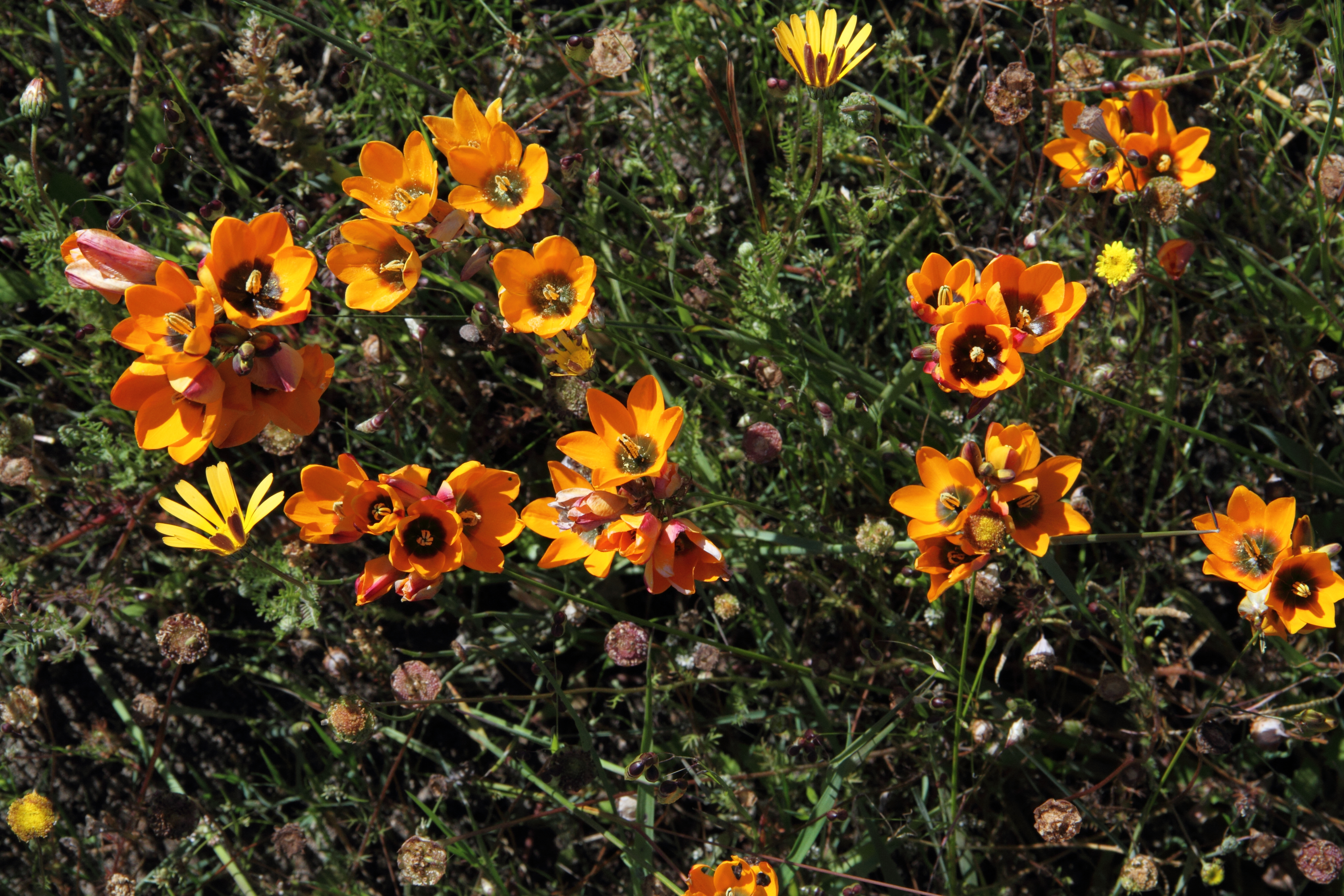
En su hábitat

## Descripción
Es una flor perenne que alcanza un tamaño de 20 a 70 centímetros de altura con un tallo erecto, ramificado. Tiene unas pocas hojas basales de hasta 35 centímetros de largo. La inflorescencia es una espiga densa, llamativa, de hasta 12 flores, por lo general de color naranja a amarillo, a veces con áreas de color púrpura o rojo y, a menudo con manchas; la coloración de las plantas de jardín varía debido al cultivo. 
Ixia maculata, se encuentra en pisos y laderas de granito y arenisca en el noroeste y suroeste de la Provincia del Cabo. Tiene flores de color naranja al amarillo con un anillo central oscuro y el centro de estrella.

## Taxonomía

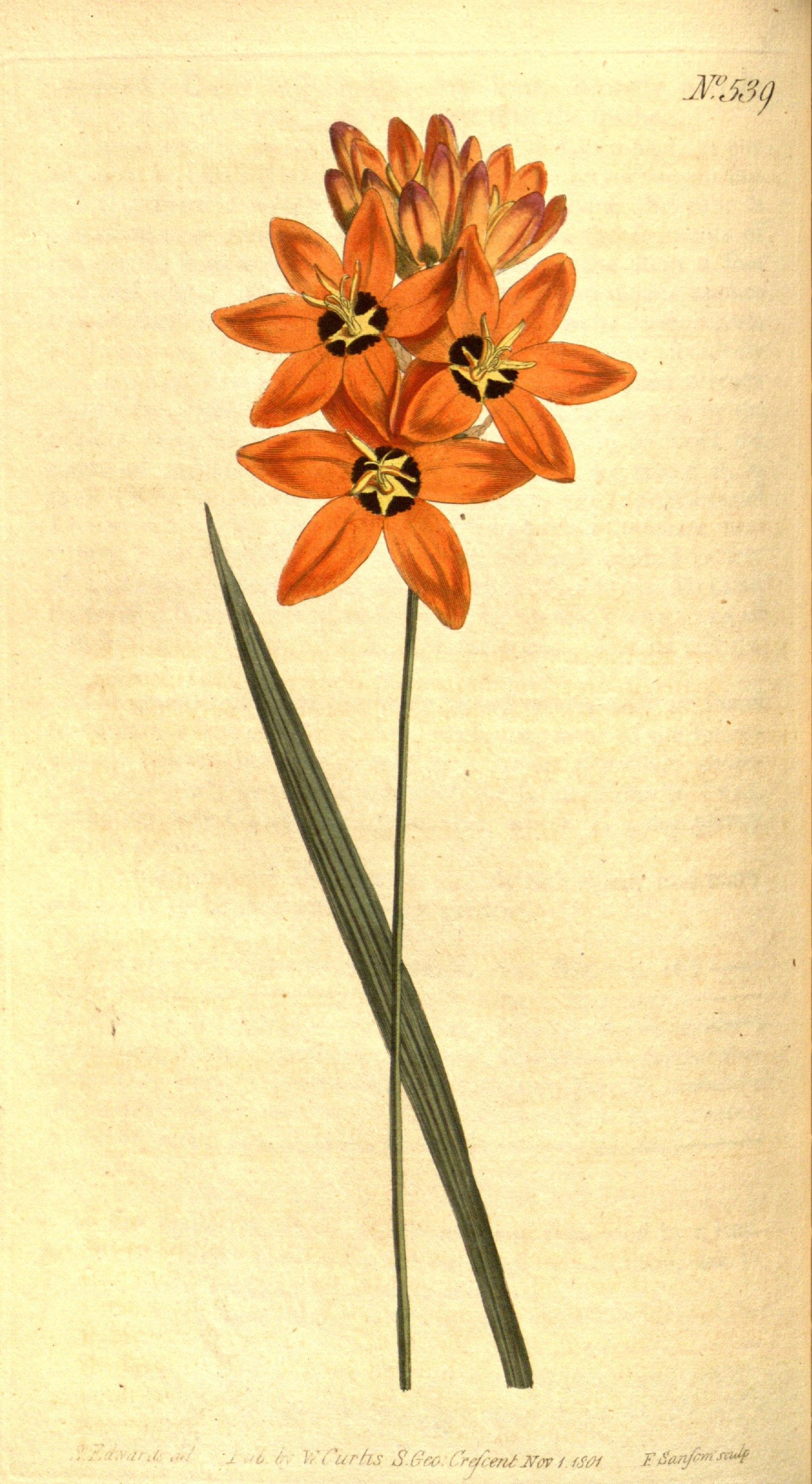
Ilustración de 1801

Ixia maculata fue descrita por Carlos Linneo y publicado en Species Plantarum, Editio Secunda 1664. 1763.
Etimología
Ixia: nombre genérico que deriva del griego: ἰξία (ixia) (= χαμαιλέων λευκός, (leukos chamaeleon)), el cardo de pino, Carlina gummifera, una planta no relacionada en las (margaritas) de la familia Asteraceae.
maculata: epíteto latíno que significa "con manchas"
Variedad aceptada
- Ixia maculata var. fuscocitrina (DC.) G.J.Lewis

Sinonimia
- Gladiolus roseus Willd.
- Ixia amoena Salisb.
- Ixia capitata Andrews
- Ixia conica Salisb.
- Ixia duckittiae L.Bolus
- Ixia flava Hornem.
- Ixia maculata var. maculata
- Ixia milleri P.J.Bergius
- Ixia nervosa Vent.
- Ixia vitellina Eckl.[6][7]